# João Vicente da Fonseca
João Vicente da Fonseca (ou simplesmente Vicente da Fonseca), O.P. (Olivença, c. 1530 -  Oceano Atlântico, a sul de África, 1587), foi um religioso português, arcebispo de Goa.

## Cativo em Marrocos
Em 1578, Frei João Vicente da Fonseca faz parte da expedição de D. Sebastião a Alcácer-Quibir, onde é feito prisioneiro.

### Pregações
Aí Procurou confortar os companheiros, e sabemos que pregava aos judeus. Diz Jerónimo de Mendonça na sua Jornada de África: 
"Já neste tempo estavam todos os religiosos que foram cativos conhecidos, e por ordem del Rei [de Marrocos] postos em casa de judeus, entre os quais havia o padre Frei Vicente da Fonseca, da ordem dos pregadores, o qual particularmente pregava só a fim de confundir os Judeus, tratando sempre da sagrada escritura, e trazendo todas as profecias dos Santos Profetas da lei velha, sitando os lugares em hebraico, a cuja pregação assistiam sempre vinte, trinta judeus Rabinos, principalmente um a quem chamavam Rabi Maior, por ser entre eles o mais douto.
As pregações se faziam em casa de [sic] Francisco de Portugal, filho do conde de Vimioso, que era nas casas dos mesmos Judeus, sendo cousa muito de notar, a prontidão com que todos ouviam sempre, sem se descomporem em acto, nem em palavra por mais que Frei Vicente dissesse, guardando a obrigação de bons ouvintes, e depois de se acabar o sermão vinha o Rabi Maior repetir algumas coisas com muita brandura e modestia, tanto que alguns não sofrendo que ele escutasse razão, lhe chamando cristão, ao qual Frei Vicente diante dos mais satisfazia sem querer por nenhum caso responder a outro por não fazer confusões, salvo se o mesmo Rabi entrava nas preguntas.
Foram estas pregações de Frei Vicente bastantes no pouco tempo em que estivemos em Fez a se converterem muitos judeus, e se vieram fazer cristãos, dos quais eu conheço alguns nesta cidade de Lisboa, por onde se pode bem julgar quantas judias fizeram o mesmo, se tiveram a sua liberdade, e certo nelas fora muy facil a conversão, por serem naturalmente mui castas, e honestas, além de terem mui bom entendimento, tanto que entre duas ou tres mil mulheres que haverá na judaria, não há uma só daquelas que cá chamamos solteiras, nem a consentiram de nenhum modo, também se lhes não pode negar que têm muita brandura, e piedade, como eu vi muitas vezes usar com cativos, assim em lhe socorrerem em suas necessidades, como nas doenças, pelo que realmente temos obrigação de nos magoar muito da sua miséria."

### Batismo deuma "Elche"
E mais abaixo, falando do "Alcaide Raposo, tão nomeado em toda Berberia, o qual se passou ao campo dos portugueses no dia da batalha, como está dito em companhia de Mamy.
Era este homem português" (a este homens livres mas nem mouros, nem judeus, mas de fé muçulmana - pelo menos na aparencia - dava-se o nome de Elche) e tinha sido antigamente cativo e vendido a um judeu. Namorou com a filha do Judeu, e como ela estava prenhe, para escaparem à morte decidiram converterem-se a fé muçulmana: 
"(…) Assim escaparam ambos, tomando a lei dos Mouros, com pressuposto de viverem cristãos, e realmente se lhes isso aproveitara, nas obras o pareciam, como logo veremos.
Tinha esta gente três filhos, e o mais velho seria já de quinze anos, os quais eram batisados, e em sua casa se chamavam pelos nomes de cristãos, e fora de Mouros, porém não quando algum cativo falava com ele, porque o não consentiam de nenhum modo. Era esta Alcaide muito grande amigo de todos os cristãos, e particularemente de Frei Vicente da Fonseca, ao qual parindo sua mulher neste tempo, chamou para batisar um filho, e em sua companhia algumas pessoas que ajudaram a festejar o batismo, onde a caso me achei, logo o Alcaide querendo festejar a Frei Vicente lhe disse (mostrando-lhe a mulher) eis aí senhor a causa de todos meus cuidados, veja agora vossa Paternidade se foram bem assertados meus erros, ao que Frei Vicente respondeu, obedecendo às leis da cortesia, que a senhora Zaida certo lhe parecia bem digna de se acharem por ela desculpas donde as não havia, e que sua mercê estava bem no conhecimento disto, pois não somente tinha feito por seu amor todo o possivel, mas aínda o que se não podia fazer ; ela todavia quando se ouviu chamar Zaida, disse graciosamente, não me trate vossa Paternidade mal, que o meu nome dentro no meu coração é Maria, e também nesta casa, até que nosso Senhor Jesus Cristo queira que noutra melhor parte se possa ele nomear a boca cheia. Neste passo se arrazaram os olhos  de água a Frei Vicente, e a todos os mais, assim de piedade no sentimento desta magoada gente, como de prazer vendo toda uma casa com tão bons desejos nas entranhas da Berberia.
Logo Frei Vicente com as portas serradas batisou o menino de quem foi padrinho um mercador cristão, que se chamava Inygo de Melohi, e dando todos muitas graças a Deus, pelo presente acto se despediram do Alcaide e da Moura que foi Judia, e confessava ser cristã. Assim vive a mais desta gente, e aos Xerifes lhes dá bem pouco disso.""
Em 1581, Frei João Vicente regressou a Portugal, então sob dominação Filipina.

## Índia
D. Frei João Vicente da Fonseca foi nomeado Arcebispo de Goa Primaz do Oriente em 1582, e partiu para a Índia no ano seguinte, em 8 de Abril, na armada de António de Melo e Castro. Com ele ia também Jan Huygen van Linschoten, mercador e explorador neerlandês, que o acompanhava na qualidade de guarda-livros. A viagem teve duração de cinco meses, depois das escalas usuais: na ilha da Madeira; na Guiné; no cabo da Boa Esperança; em Madagáscar; e em Moçambique.
Em 1584, convocou o 3.° Concílio Provincial, com a participação conflituosa com o bispo siríaco de Angamalé, o nestoriano Mar Abraão.
Em 1585, a seu pedido foi determinada a fundação de um seminário para o clero da Índia.
Exerceu o cargo de Primaz das Índias (1583-1586), não sem "(....)conflitos de jurisdição, a que não terão sido alheias lutas entre facções rivais da aristocracia portuguesa local(…) onde, em abono da verdade, vários casos de corrupção eram do conhecimento geral"..

## Regresso e morte
Em 1587, D. Frei João Vicente embarcou para o Reino, mas faleceu na viagem, diante do Sul de África. Algures envenenado… "talvez por se recear que contasse algo incómodo em Lisboa para certos interesses e certos nobres em Goa".
A esse propósito diz Manuel de Faria e Sousa, na sua Ásia Portuguesa: "Das naus que este ano partiram da Índia com carga, perderam-se duas, salvando-se a gente e a roupa. Morreu na viagem o Arcebispo Frei Vicente, que deixava seu arcebispado, por não poder sofrer  Vice-Reis, e Ministros ; nem mesmo os próprios Eclesiasticos. Vinha (dizia ele) informar o Rei, e o sumo Pontífice. Com sua morte morreram as culpas"…